# Бисерова, Елена Викторовна
Елена Викторовна Бисерова (род. 24 марта 1962) — советская легкоатлетка, специалистка по барьерному бегу. Выступала за сборную СССР по лёгкой атлетике в первой половине 1980-х годов, обладательница серебряной медали Универсиады в Эдмонтоне, чемпионка и призёрка первенств национального значения, участница ряда крупных международных турниров. Представляла Ленинград.

## Биография
Елена Бисерова родилась 24 марта 1962 года в Ленинграде.
Впервые заявила о себе на взрослом всесоюзном уровне в сезоне 1981 года, выиграв бронзовую медаль в беге на 60 метров с барьерами на зимнем чемпионате СССР в Минске. Позже на летнем чемпионате СССР в Москве стала бронзовой призёркой в беге на 100 метров с барьерами и вместе с командой Ленинграда одержала победу в эстафете 4 × 200 метров.
В 1982 году на зимнем чемпионате СССР в Москве вновь была третьей в зачёте барьерного бега. Попав в основной состав советской национальной сборной, выступила на чемпионате Европы в помещении в Милане, где дошла до стадии полуфиналов.
В 1983 году в беге на 100 метров с барьерами выиграла бронзовую медаль на VIII летней Спартакиаде народов СССР, став при этом победительницей разыгрывавшегося здесь национального чемпионата. Будучи студенткой, представляла страну на летней Универсиаде в Эдмонтоне, где в той же дисциплине получила награду серебряного достоинства — в решающем финальном забеге уступила только своей соотечественнице Наталье Петровой. Также заняла четвёртое место на Кубке Европы в Лондоне, принимала участие в чемпионате мира в Хельсинки — с результатом 12,80 заняла в финале шестое место.
В 1984 году на соревнованиях в Сочи установила личный рекорд в беге на 100 метров с барьерами — 12,66 секунды, показав тем самым десятый результат мирового сезона.